# Elmas Berke
Elmas Berke er en dansk debattør og forfatter. 
På baggrund i hendes bog Tavshedens Pris blev hun nomineret til prisen som Årets dansker i 2015.
Hun blogger for Berlingske.